# سلحدار (عائلة)
السلحدار (Silahdar) هي عائلة تركية وتعني اتت من اسم تركي مركب من «سلح أي سلاح» العربية، و«دار: لاحَقة للملكية» فارسية، جاءت عن طريق العثمانيين كلقب رتبةً عسكريةً، معناها حامل السلاح. وصواب الاسم كسرُ السين.

## شخصيات بارزة
من ابرز شخصيات العائلة 
- الأمير سليمان أغا السلحدار
- الداماد علي باشا السلحدار
- فاطمة سلطان (ابنة أحمد الثالث): من علي باشا السلحدار، الذي تقلد منصب الصدر الأعظم.
- مروة السلحدار
- سيد محمد باشا السلحدار
- علي باشا السلحدار الطورانجي
- حمزة ماهر باشا السلحدار
- داماد محمد باشا السلحدار
- سليمان باشا الحموي السلحدار
- مصطفى باشا السلحدار
- احمد فتحي احمد (السلحدار)
- شخصية نازك السلحدار في ليالي الحلمية (مسلسل)[2]